# Leopold al III-lea, Duce de Anhalt-Dessau
Leopold al III-lea Frederick Franz, Duce de Anhalt-Dessau (10 august 1740 – 9 august 1817), cunoscut drept "Prințul Franz", a fost prinț german din Casa de Ascania. Din 1751 până în 1807 a fost prinț suveran al principatului de Anhalt-Dessau și din 1807 primul Duce al ducatului de Anhalt-Dessau.
Susținător puternic al Iluminismului, Leopold a inițiat numeroase reforme în principatul său și a făcut din Anhalt-Dessau unul dintre cele mai moderne și prospere mici state germane. Un anglofil, Leopold a extins și modificat grădinile vechi ale Oranienbaum care au fost stabilite în stil olandez pentru a crea primul și cel mai mare dintre parcurile englezești din vremea lui, redenumit Grădina Dessau-Wörlitz.

## Primii ani
Leopold s-a născut la Dessau ca fiul cel mare al lui Leopold al II-lea, Prinț de Anhalt-Dessau și a soției acestuia, Gisela Agnes de Anhalt-Köthen, fiica lui Leopold, Prinț de Anhalt-Köthen.
După ce și-a pierdut ambii părinți în 1751 (mama lui la 20 aprilie iar tatăl la 16 decembrie), tânărul Leopold în vârstă de 11 ani a moștenit Anhalt-Dessau sub regența unchiului său, Prințul Dietrich.
Călcând pe urmele bunicului și tatălui său, Leopold s-a alăturat armatei prusace. După bătălia de la Kolín (18 iunie 1757), el a fost impresionat atât de negativ de spectacolul de război încât a demisionat din armată și a declarat neutralitatea principatului Anhalt-Dessau.

## Domnie

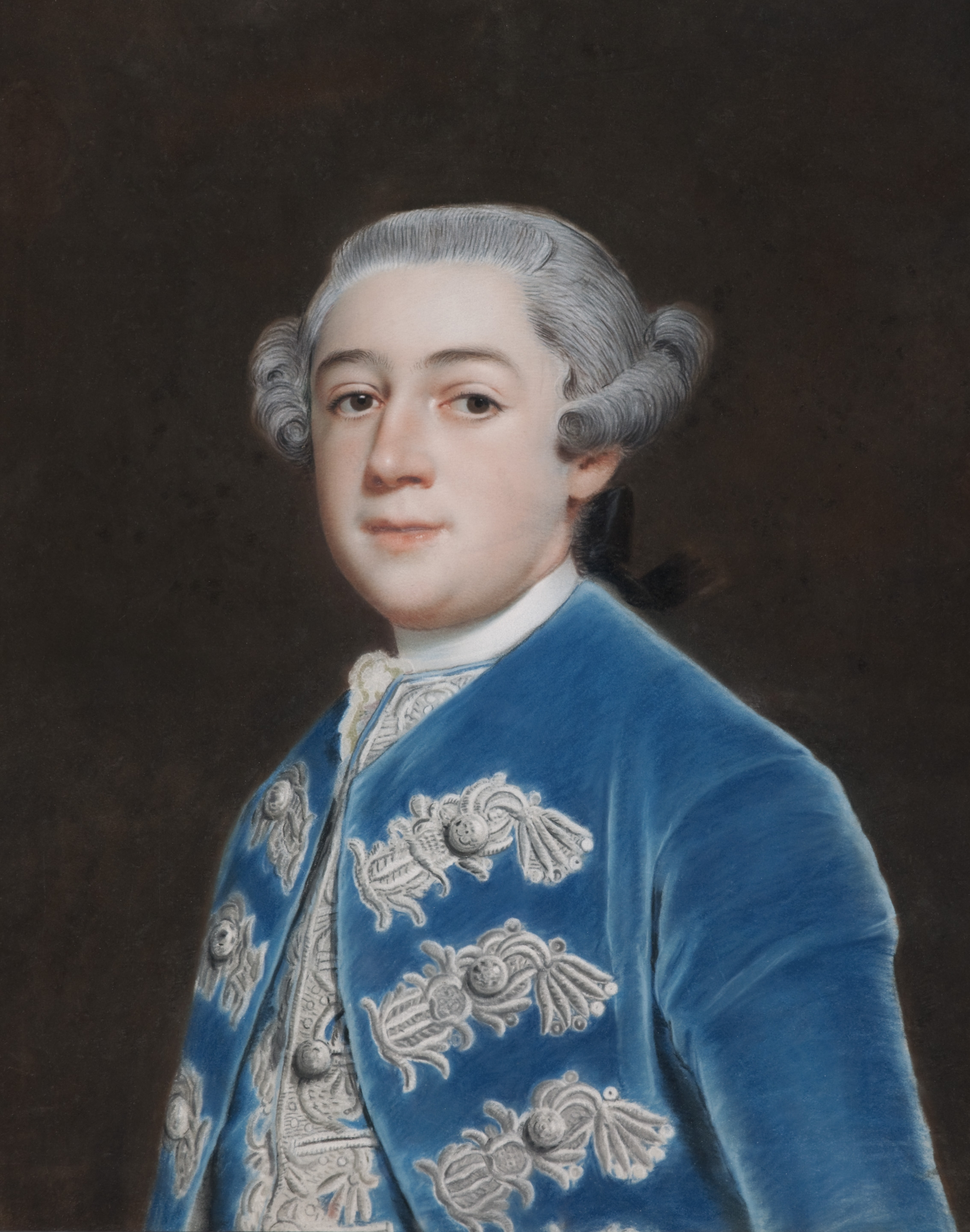
Portret al lui Leopold al III-lea în 1762.

În 1758 a devenit major și și-a asumat guvernarea.
Anglofil și susținător puternic al Iluminismului, Leopold a acordat o atenție deosebită în educarea populației din principat în știință și natură. Numeroasele reforme în domeniul educației, asistență medicală, servicii sociale, drumuri, agricultură, silvicultură și industrie au făcut din Anhalt-Dessau unul dintre cele mai moderne și prospere mici state germane.
Cea mai evidentă dintre îmbunătățirile sale au inclus plantarea de pomi fructiferi de-a lungul digurilor și construcția de clădiri frumoase. Reformele sale au incluse programe de lucrări publice, reparații ale digurilor distruse de inundații, oferte de locuințe sociale, educație, salubritate, primele parcuri publice, terenuri de înmormântare indiferent de ranguri sociale, precum și politici liberale față de comunitatea evreiască, inclusiv de a permite înființarea unei școli evreiești și primul ziar evreiesc din Germania.
L-a angajat pe Friedrich Wilhelm von Erdmannsdorff să construiască Palatul Wörlitz (1769-1773), prima clădire neoclasică din Germania. În 1774 Leopold l-a angajat pe von Erdmannsdorff să construiască o mică reședință cu un mic parc englezesc ca un cadou pentru soția sa; în onoarea ei, castelul a luat numele de Schloss Luisium.
De asemenea, Leopold a extins și modificat grădinile vechi ale Oranienbaum în stil olandez pentru a crea primul și cel mai mare dintre parcurile englezești din vremea sa, redenumit Grădina Dessau-Wörlitz.
În 1782 Leopold a fost judecat de Fürstenbund (Liga germană a prinților) pentru opoziția sa față de hegemonia prusacă. În 1806 el a fost invitat la Paris de Napoleon, care a fost impresionat de reputația lui. Leopold a fost unul dintre ultimii prinți care s-a alăturat Confederației Rinului, la 18 aprilie 1807. Pe de altă parte, în ciuda diferendelor sale cu coroana prusacă, el a oferit oficialului prusac Ferdinand von Schill o primire onorabilă la Dessau în 1809.
Leopold a fost ridicat la rangul de duce în 1807. El a primit titlul în schimbul unei sume considerabile de bani plătite împăratului cu puțin timp înainte de dizolvarea Sfântului Imperiu Roman în 1806.
În 1812 Leopold a devenit regent al ducatului de Anhalt-Köthen în timpul minoratului ducelui Louis Augustus Karl Frederick Emil.
Leopold a murit după ce a căzut de pe cal la Schloss Luisium, în apropiere de Dessau, în 1817, la vârsta de 76 de ani. El a fost urmat de nepotul său cel mare, Leopold al IV-lea, pentru că fiul său murise deja în 1814.

## Căsătorie și copii

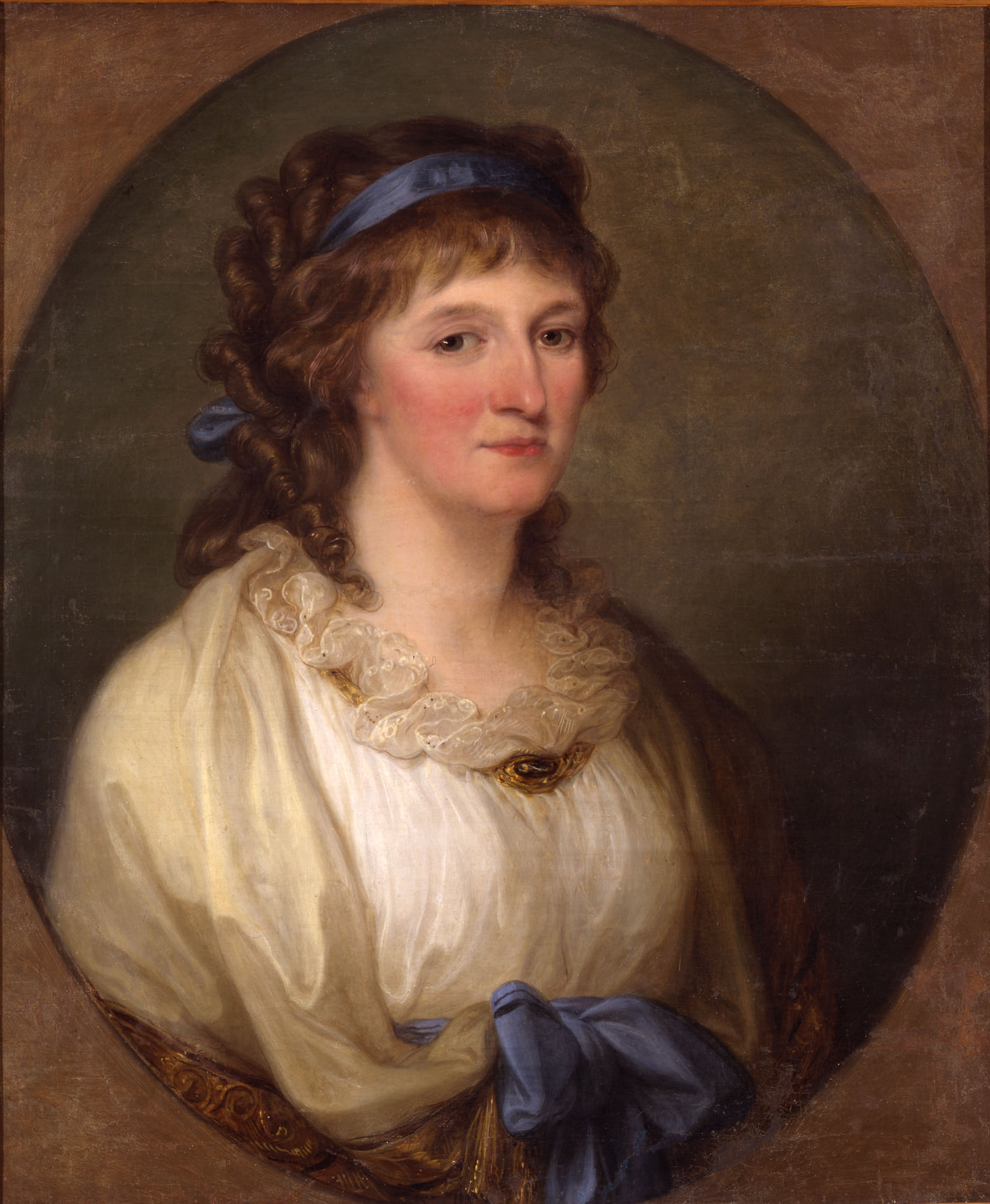
Prințesa Louise de Brandenburg-Schwedt

La Charlottenburg la 25 iulie 1767 Leopold s-a căsătorit cu verișoara sa Louise Henriette Wilhelmine (n. Różanki, Brandenburg, 24 septembrie 1750 – d. Dessau, 21 decembrie 1811), fiica lui Frederick Henry, Margraf de Brandenburg-Schwedt și a Leopoldine Marie de Anhalt-Dessau, o soră a tatălui său. Ei au avut doi copii:
1. o fiică (n./d. 11 februarie 1768, Dessau).
2. Frederick, Prinț Ereditar de Anhalt-Dessau (n. 27 decembrie 1769, Dessau – d. 27 mai 1814, Dessau).

De asemenea, el a avut și câțiva copii nelegitimi:
- Cu Johanna Eleonore Hoffmeyer (n. 12 noiembrie 1739 – d. 3 mai 1816):

1. Wilhelmine Eleonore Fredericka (n. 14 iunie 1762, Dessau – d. 23 septembrie 1762, Dessau).
2. Contele Franz John George de Waldersee (n. 5 septembrie 1763, Dessau – d. 30 mai 1823, Dessau), căsătorit la 20 mai 1787 cu contesa Louise de Anhalt (nepoata morganatică a Prințului Ereditar Wilhelm Gustav, fiul cel mare și moștenitorul Prințului Leopold I de Anhalt-Dessau). Ei au avut șase copii, trei fii: Franz Henry, Eduard și Frederick Gustav. și trei fiice: Louise, Amalie Agnes și Marie. Descendenții lor prin fiul cel mare Franz Henry încă trăiesc.
3. Louise Eleonore Fredericka (n. 30 august 1765, Dessau – d. 1804).

- Cu Leopoldine Luise Schoch, care a fost înnobilată "von Beringer":

1. Wilhelmine Sidonie von Beringer (n. 5 ianuarie 1789, Wörlitz – d. 20 aprilie 1860, Halle); s-a căsătorit la Wörlitz la 20 iunie 1815 cu Wilhelm von Goerne.
2. Louise Adelheid von Beringer (n. 16 octombrie 1790, Dessau – d. 5 iunie 1870, Halle); s-a căsătorit la Wörlitz la 19 august 1812 cu Friedrich Ludwig Wilhelm Georg von Glafey.
3. Franz Adolf von Beringer (n. 2 iunie 1792, Wörlitz – d. 28 februarie 1834); s-a căsătorit cu Auguste Wilhelmine Roeser (n. 2 iunie 1793 – d. 25 august 1855). Ei au avut un fiu Wilhelm și o nepoată Magda, cu care linia s-a stins.

- Cu Johanna Magdalena Luise Jäger (n. 1763 – d. ?):

1. Franziska (n. 1789 – d. tânără?).
2. Leopoldine (n. 1791 – d. 1847).
3. Amalie (n. 1793 – d. 1841).

- Cu Fredricka Wilhelmine Schulz (n. 1772 – d. 1843):

1. Louis Ferdinand Schulz (n. 1800 – d. 1893).